# اوسترووک (شهرستان لوبارتوف)
اوسترووک (به لهستانی:  Ostrówek) یک روستا در لهستان است که در گمینا اوسترووک (استان لوبلین) واقع شده‌است.